# Hogsthorpe
Hogsthorpe är en ort och civil parish i Storbritannien.   Den ligger i grevskapet Lincolnshire och riksdelen England, i den sydöstra delen av landet, 190 km norr om huvudstaden London. Hogsthorpe ligger 3 meter över havet och antalet invånare är 873.
Terrängen runt Hogsthorpe är platt. Havet är nära Hogsthorpe österut.  Närmaste större samhälle är Skegness, 9,5 km söder om Hogsthorpe. Trakten runt Hogsthorpe består till största delen av jordbruksmark.